# Automeris daudiana
Automeris daudiana é uma espécie de mariposa do gênero Automeris, da família Saturniidae.
Sua ocorrência foi registrada no México e na Guatemala.